# Шушши
Шушши — пятый царь (около 1625 — 1602 годов до н. э.) династии Страны Моря, которая с 1783 по 1415 годов до н. э. (около 350 лет) господствовала на юге Месопотамии. Шушши известен только из более поздних списков царей. Он правил 24 года.
Имя Шушши проблематично, но оно может быть аккадским.